# Tiera Skovbye
Tiera Sophie Skovbye (/ˈskoʊbi/; * 6. Mai 1995 in Vancouver, British Columbia) ist eine kanadische Schauspielerin und Model.

## Leben
Skovbye wurde am 6. Mai 1995 in Vancouver geboren. Die Schauspielerin Ali Skovbye ist ihre jüngere Schwester. Mit 13 Jahren wurde Tiera Skovbye auf einem Straßenfestival von einer Modelagentur entdeckt und unter Vertrag genommen. Mit 14 Jahren erhielt sie erste Aufträge in New York City. Sie steht bei der Agentur Next Models Management Canada unter Vertrag und wurde 2017 und 2018 vom Hello! Canada Magazine zur Canada's Most Beautiful gekürt. Am 14. August 2017 gab Skovbye ihre Verlobung mit Jameson Parker bekannt.
Als Kinderdarstellerin debütierte sie 2005 im Kurzfilm 24/7. Im Jahr 2007 stellte sie in drei Episoden der Fernsehserie Painkiller Jane in Rückblicken die Rolle der Jane Vasco als Kind dar, die eigentlich von Kristanna Loken gespielt wurde. In den nächsten Jahren konnte sie sich durch Episodenrollen in verschiedenen Fernsehserien wie Supernatural, Troop – Die Monsterjäger oder auch R. L. Stine’s The Haunting Hour und Highschool Halleluja als Schauspielerin etablieren. 2012 hatte sie eine Nebenrolle in A Christmas Story 2. Eine größere Rolle übernahm sie 2014 im Katastrophenfernsehfilm Eissturm aus dem All als Marley Crooge. Als Caitlyn Cris war sie 2015 im Fernsehfilm Lügen haben spitze Zähne zu sehen.
Von 2017 bis 2018 spielte sie in zehn Episoden der Fernsehserie Once Upon a Time – Es war einmal … mit. Seit demselben Jahr stellt sie die Rolle der Polly Cooper in der Fernsehserie Riverdale dar. Sie übernahm 2018 im Horrorfilm Summer of 84 die Rolle der Nikki Kaszuba. 2019 spielte sie im Musikvideo Vessel der Musikgruppe Royal mit. Seit 2020 spielt sie in der Fernsehserie Nurses die Rolle der Grace Knight.

## Filmografie (Auswahl)
- 2005: 24/7 (Kurzfilm)
- 2007: Painkiller Jane (Fernsehserie, 3 Episoden)
- 2007: Kaya (Fernsehserie, Episode 1x06)
- 2008: The Lottery (Kurzfilm)
- 2008: Supernatural (Fernsehserie, Episode 3x15)
- 2010: Troop – Die Monsterjäger (The Troop) (Fernsehserie, Episode 1x23)
- 2010: Dead Lines (Fernsehfilm)
- 2010: The Unvarnished Boy (Kurzfilm)
- 2010–2013: R. L. Stine’s The Haunting Hour (Fernsehserie, 3 Episoden, verschiedene Rollen)
- 2011: Three Weeks, Three Kids (Fernsehfilm)
- 2011: Wishing Well (Fernsehfilm)
- 2012: Girl in Progress
- 2012: Highschool Halleluja (Fernsehserie, Episode 3x03)
- 2012: A Christmas Story 2
- 2013: Feint (Kurzfilm)
- 2013: Forever 16 (Fernsehfilm)
- 2013: Rocketship Misfits (Kurzfilm)
- 2013: Supernatural (Fernsehserie, Episode 9x08)
- 2013: Spooksville (Fernsehserie, Episode 1x09)
- 2013: Blink (Fernsehfilm)
- 2014: The Unauthorized Saved by the Bell Story (Fernsehfilm)
- 2014: Christmas Tail (Fernsehfilm)
- 2014: Eissturm aus dem All (Christmas Icetastrophe) (Fernsehfilm)
- 2015: Sugar Babies (Fernsehfilm)
- 2015: Even Lambs Have Teeth
- 2015: Lügen haben spitze Zähne (Liar, Liar, Vampire) (Fernsehfilm)
- 2015: Arrow (Fernsehserie, Episode 4x02)
- 2015: Minority Report (Fernsehserie, Episode 1x08)
- 2015: Mark & Russell’s Wild Ride (Fernsehfilm)
- 2016: Revenge Porn (My Daughter’s Disgrace) (Fernsehfilm)
- 2016: Dead of Summer (Fernsehserie, Episode 1x06)
- 2016: Oasis (Kurzfilm)
- 2016: Christmas Cookies (Fernsehfilm)
- 2017: Secrets of My Stepdaughter (Fernsehfilm)
- 2017: One Small Indiscretion (Fernsehfilm)
- 2017: Prodigals
- 2017–2018: Once Upon a Time – Es war einmal … (Once Upon a Time) (Fernsehserie, 10 Episoden)
- 2017–2019, 2021–2023: Riverdale (Fernsehserie, 32 Episoden)
- 2018: Summer of 84
- 2018: The Miracle Season
- 2018: Midnight Sun – Alles für dich (Midnight Sun)
- 2019: Downloaded (Kurzfilm)
- 2020: Dirty John (Fernsehserie, 3 Episoden)
- 2020: 2 Hearts
- 2020–2021: Nurses (Fernsehserie, 20 Episoden)
- 2022: Bring It On: Cheer or Die (Fernsehfilm)
- 2023: Ride (Fernsehserie, 10 Episoden)
- 2025: Janette Oke: Die Coal Valley Saga (When Calls the Heart, Fernsehserie)